# Tugimaantee 76
De Tugimaantee 76 is een secundaire weg in Estland. De weg vormt de ringweg van Kuressaare en is 13,5 kilometer lang. 